# Manolo Saiz
Manuel „Manolo“ Saiz Balbás (* 15. Oktober 1959 in Torrelavega, Kantabrien) ist ehemaliger Teammanager des Radsportteams ONCE.

## Karriere
Saiz studierte am INEF, einer Fakultät der Polytechnische Universität Madrid, und trainierte während dieser Zeit einige Fahrer. Vor den Olympischen Spielen in Seoul, Südkorea, trat er von seinem Amt beim spanischen Radsportverband zurück.
1989 startete er beim Team ONCE als praxisorientierter Manager, obwohl er keinen Rennsporthintergrund hatte wie die meisten anderen Manager. Im Team legte er Wert auf ein systematisch geplantes Training der Fahrer und baute somit ONCE zu einem der größten Teams der 90er Jahre auf.
Als während der Tour de France 1998 bei einem Pfleger vom Team Festina Dopingsubstanzen gefunden worden waren, zog sich Saiz mit seinem gesamten Team ONCE von der Tour zurück. 1998 wurde er als Präsident der Association Internationale des Groupes Cyclistes Professionnels gewählt. Auf der 19. Etappe der Vuelta a España 2003 kam es zu einer Auseinandersetzung zwischen Saiz und einem Kameramotorrad des übertragenden Fernsehsenders Televisión Española (TVE). Saiz wurde von den Offiziellen aus dem Rennen genommen und wurde zu einer Geldstrafe von 480 Euro verurteilt. Er entschuldigte sich anschließend beim Motorradfahrer und beim Kameramann für sein Verhalten.
2007 eröffnete Saiz eine Brauerei namens La Cruz Blanca in seinem Geburtsort.
2012 wurde er kurzfristig Berater beim Sportklub Racing Santander.
2014 kam es zur Rückkehr von Saiz in den Radsport, als er Teammanager vom Team Baqué-Campos, einem baskischen U23-Radsportteam. 2016 wechselte er zum Team Aldro Cycling Team wurde. Ende 2018 wurde das Team aufgelöst. Saiz ist weiter auf der Suche nach einem Sponsor für ein neues Team.